# Status-quo-ante-Synagoge (Šahy)

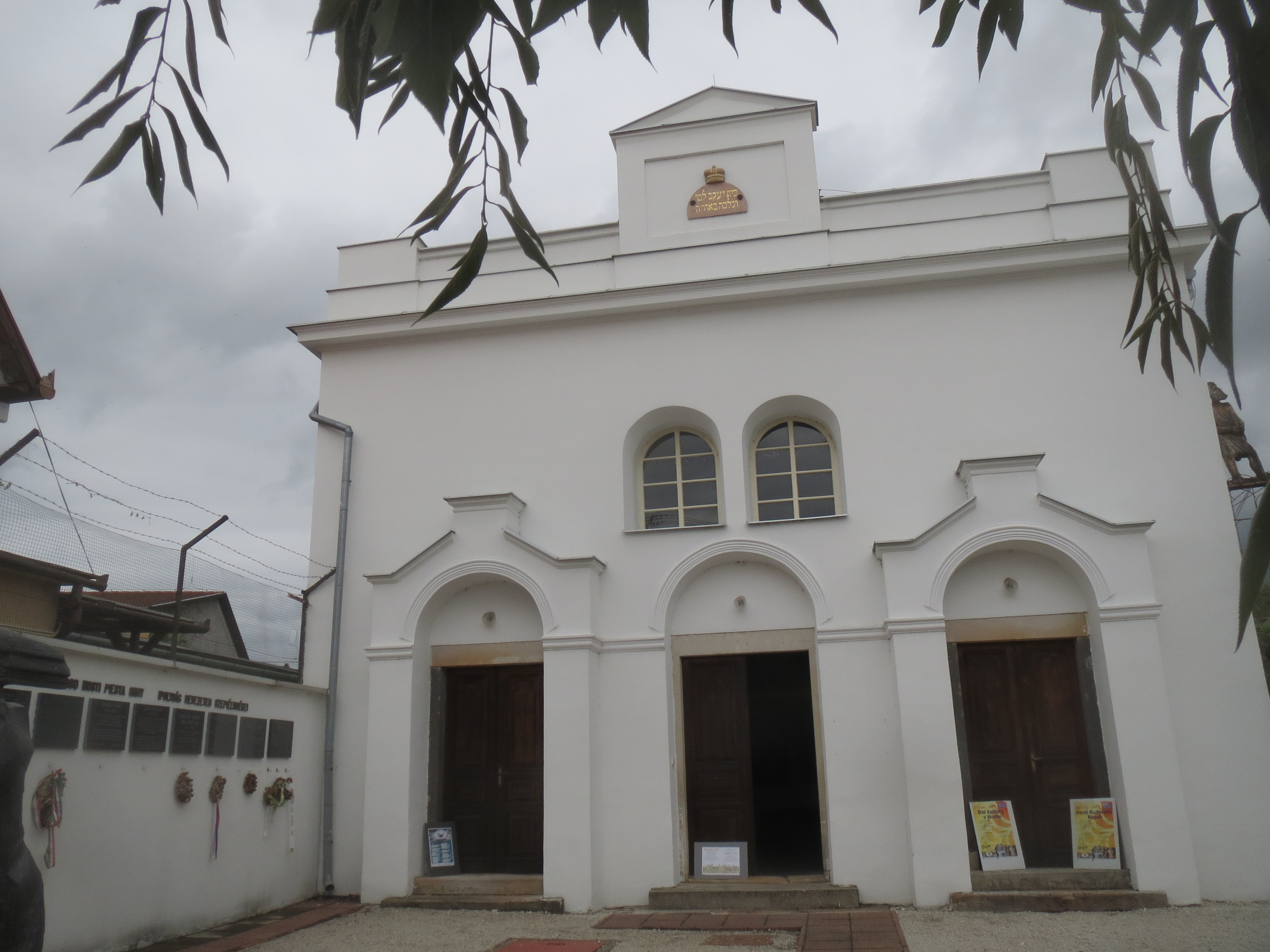
Status-quo ante-Synagoge Šahy (2019)

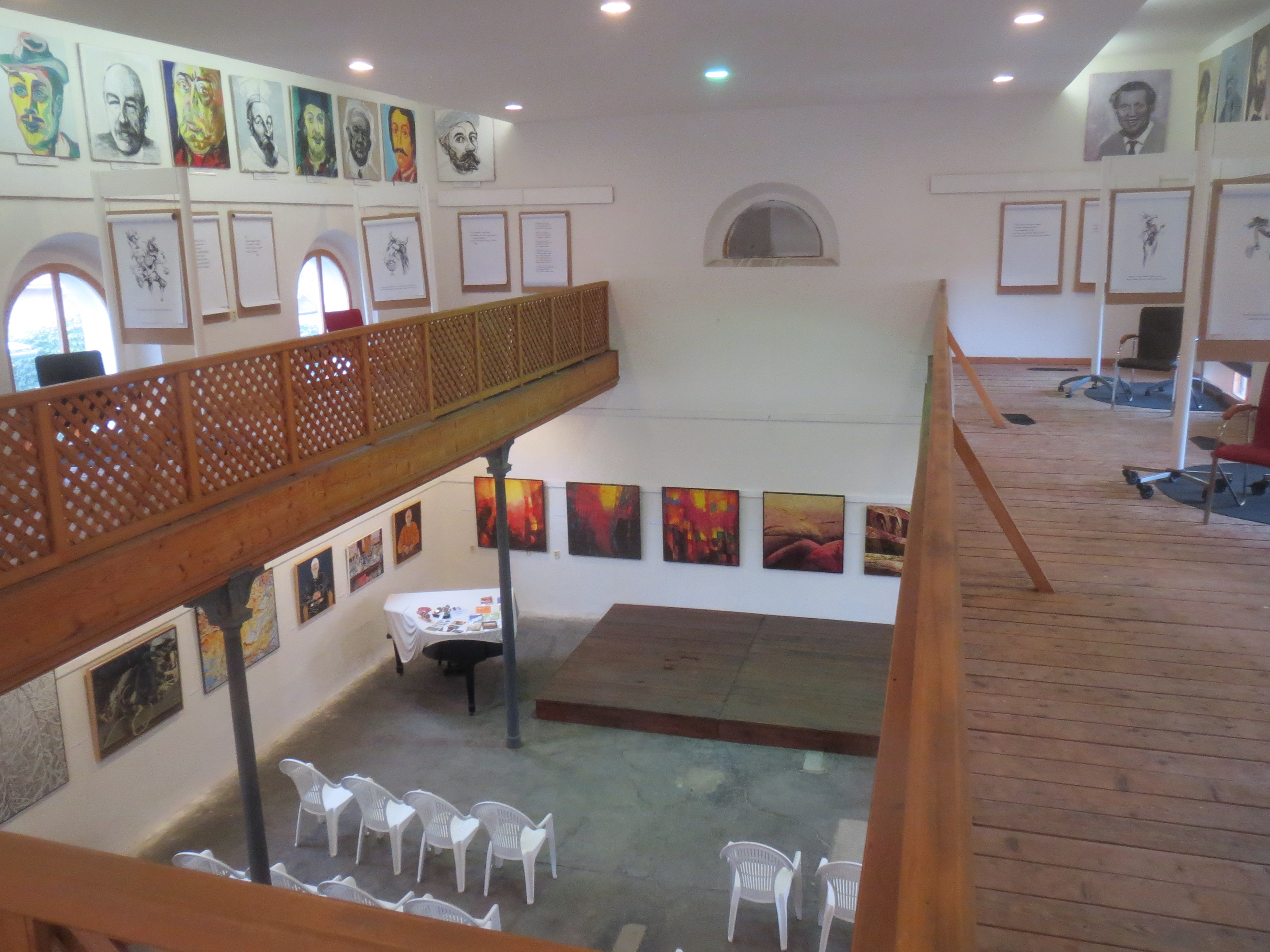
Innenraum Status-quo-ante-Synagoge (2019)

Die Status-quo-ante-Synagoge in Šahy in der Slowakei wurde 1852 gebaut. Als sich Mitte des 19. Jahrhunderts im damaligen Ungarn die jüdischen Gemeinden in eine orthodoxe und die neologe Glaubensrichtung spalteten, gab es Gemeinden, die sich weder der einen noch der anderen Richtung anschließen wollten. Diese sind unter dem Begriff Status quo ante bekannt.
Die weißgetünchte Vorderfront auf der Westseite ist durch drei Eingangstüren strukturiert. Über der mittleren Tür befinden sich zwei Rundbogenfenster und darüber an einem angedeuteten Giebel eine Tafel mit hebräischer Inschrift. An den Seitenwänden befinden sich je drei Rundbogenfenster und an der Ostseite ein halbkreisförmiges Fenster.
Hinter den Eingangstüren führen rechts und links Treppen zur Frauenempore, die von gusseisernen Pfeilern gestützt wird.
Weder Bima noch Toraschrein sind erhalten.
Das Gebäude diente nach dem Krieg für viele Jahre als Lagerhaus und war dem Verfall preisgegeben. Ab den 2000er Jahren wurde es renoviert und wird jetzt als Galerie und Zentrum für zeitgenössische Kunst genutzt.